# Pallaseopsis quadrispinosa
Pallaseopsis quadrispinosa — вид бокоплавів родини Pallaseidae.

## Поширення
Вид поширений у глибоких і холодних озерах Північної Європи (Норвегія, Швеція, Фінляндія, Польща, Литва, Латвія, Білорусь). Деякі розрізнені знахідки були зроблені в найменш солоних частинах Балтійського моря.

## Опис
Як і інші амфіподи, він сплющений збоку. На верхній стороні спини є чотири невеликі шипи, які дали назву виду. Його довжина сягає 15-25 мм. Колір варіюється від жовто-сірого до коричнево-сірого та цегляно-червоного.